# Kabinet-Neijhorst
Het kabinet-Neijhorst was een Surinaams kabinet onder leiding van premier Henry Neijhorst. In deze periode stond Suriname onder militair gezag en was Fred Ramdat Misier de president. Het kabinet regeerde van 31 maart 1982 tot en met 28 februari 1983.

## Samenstelling
Majoor Fernandes zou aantreden als minister van Leger en Politie, maar kwam kort voor de beëdiging om bij een helikopterongeluk in Guyana. Iwan Graanoogst, die het ministerie van Cultuur, Jeugd, Sport en Voorlichting toebedeeld was, nam zijn post over en werd zelf opgevolgd door John Hardjoprajitno. Het kabinet-Neijhorst was als volgt samengesteld:
| Ministerie                                          | Minister                                    | Opmerkingen                                 |
| --------------------------------------------------- | ------------------------------------------- | ------------------------------------------- |
| Algemene Zaken; en Financiën en Planning            | Henry Neijhorst                             | tevens premier                              |
| Arbeid en Sociale Zaken                             | Glenn Sankatsing                            |                                             |
| Binnenlandse Zaken; en Justitie                     | Frank Leeflang                              |                                             |
| Buitenlandse Zaken                                  | Harvey Naarendorp                           |                                             |
| Cultuur, Jeugd, Sport en Voorlichting               | John Hardjoprajitno                         | aanvankelijk toegewezen aan Iwan Graanoogst |
| Landbouw, Veeteelt en Visserij                      | Jan Sariman                                 |                                             |
| Leger en Politie                                    | Majoor Fernandes (beoogd) / Iwan Graanoogst |                                             |
| Natuurlijke Hulpbronnen en Energie                  | Erik Tjon Kie Sim                           |                                             |
| Onderwijs en Wetenschappen                          | Harold Rusland                              |                                             |
| Openbare Werken, Telecommunicatie en Bouwnijverheid | Nazier Ataoellah                            |                                             |
| Transport, Handel en Industrie                      | Imro Fong Poen                              |                                             |
| Volksgezondheid en Milieubeheer                     | Badrissein Sital                            |                                             |

Later werd John Hardjoprajitno minister van Cultuur, Jeugd en Sport (30 april 1982 tot 30 januari 1983).
Ruim 8 maanden na het aantreden van dit kabinet, op 9 december van dat jaar, diende Neijhorst alweer zijn ontslag in bij waarnemend president Fred Ramdat Misier naar aanleiding van de Decembermoorden die een dag eerder hadden plaatsgevonden. Zijn functie van premier zou vacant blijven tot 28 februari 1983 toen Errol Alibux hem opvolgde (tot 3 februari 1984).